# Göran "Pisa" Nicklasson
Göran "Pisa" Nicklasson, född 20 augusti 1942, död 27 januari 2018 i Åmål, var en svensk fotbollsspelare (mittfältare) som spelat för IFK Göteborg och GIF Sundsvall. 
Nicklasson blev svensk mästare med IFK Göteborg 1969 och gjorde totalt 28 allsvenska mål för västkustklubben. Nicklasson var med i den svenska truppen till Mexico-VM 1970.
Hans moderklubb var IF Viken.